# Technische Hochschule Brandenburg

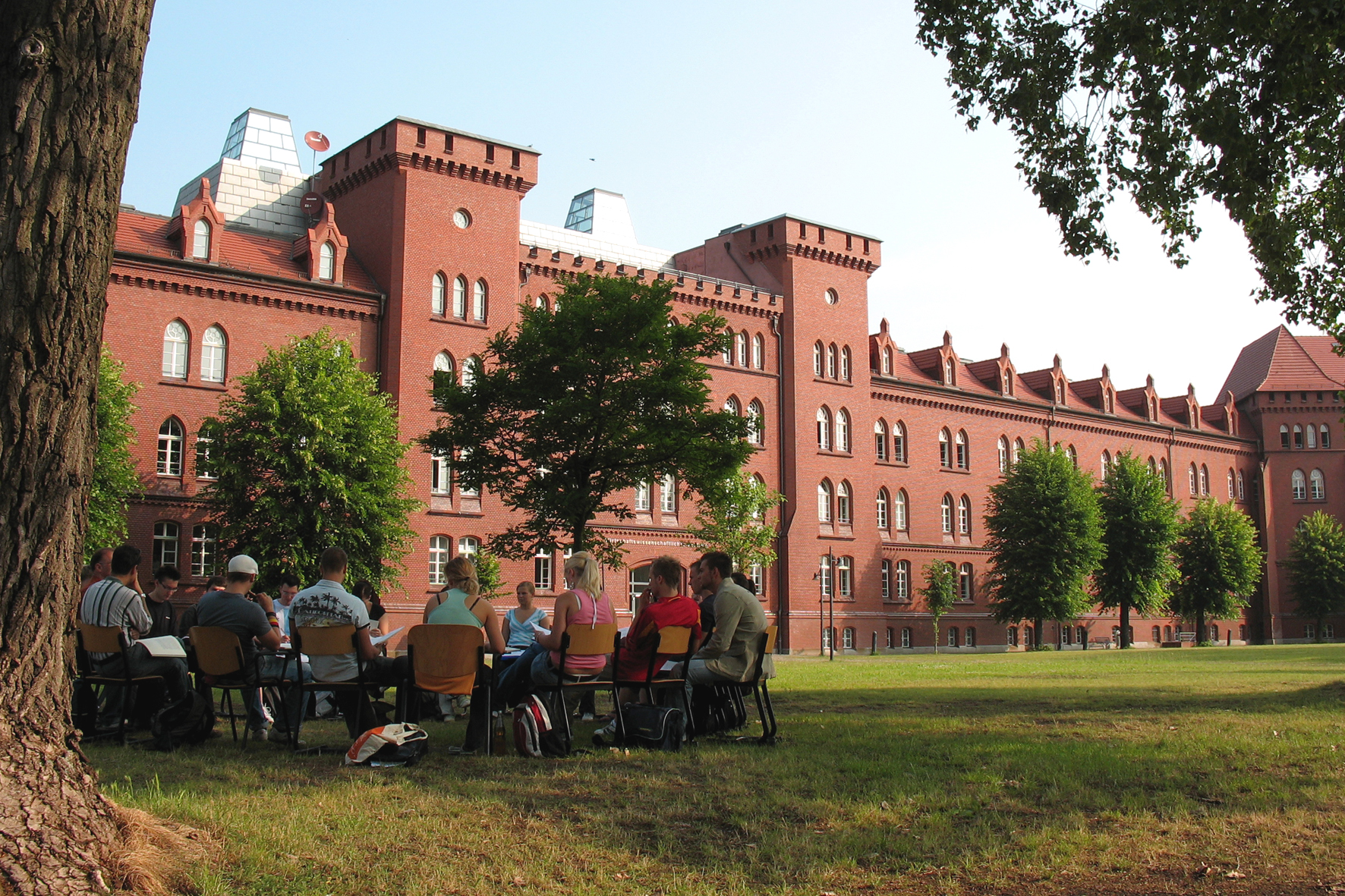
Campus der Technischen Hochschule Brandenburg

Die Technische Hochschule Brandenburg (THB) ist eine staatliche Fachhochschule in Brandenburg an der Havel. Sie wurde 1992 als Fachhochschule Brandenburg gegründet, womit die Stadt Brandenburg erstmals Hochschulstadt wurde. Das Gelände der Technischen Hochschule Brandenburg befindet sich auf einem Campus im Stadtteil Altstadt, einem ehemaligen Kasernenkomplex aus dem 19. Jahrhundert.
Etwa 2.128 Studierende (Sommersemester 2023) werden von circa 391 Mitarbeitern der Hochschule betreut. Der Schwerpunkt des Studienangebots in drei Fachbereichen konzentriert sich auf die sogenannten MINT-Fächer.

## Geschichte
Der Campus der Technischen Hochschule entstand auf dem Gelände eines ehemaligen Kürassier-Regiments der Königlich Preußischen Armee beziehungsweise des Deutschen Heeres. Die historischen Hochschulgebäude mit einer roten Klinkerfassade wurden für das Kürassier-Regiment „Kaiser Nikolaus I. von Russland“ (Brandenburgisches) Nr. 6 errichtet. Im Zuge eines Heeresausbaus wurde 1874 ein Regierungsbeschluss zum Bau mehrerer Kasernen in Brandenburg an der Havel gefasst. Finanziert wurden die Neubauten mit 2.275.000 Mark aus den 5 Milliarden Goldfranken umfassenden französischen Reparationszahlungen nach dem Deutsch-Französischen Krieg.

Die Kürassierkaserne Brandenburg um 1881

Baubeginn an der neuen Kürassierkaserne war im Sommer 1877. Binnen vier Jahren wurde der Bau der Anlage abgeschlossen und am 1. April 1881 übergeben. Architektonische Vorlage war die Husarenkaserne Potsdam. Die neu errichtete Anlage umfasste ein Areal von etwa neun Hektar. 13.570 Quadratmeter der Fläche waren bebaut. Es gab eine Reitbahn mit einer Länge von 47 Metern und 673 Meter Stallungen für insgesamt 742 Pferde. Die Unterkunft für die Soldaten lag an der Magdeburger Straße. In diesem Bau waren im Keller Küchen, Vorratskammern, Speisesäle und Baderäume untergebracht. Bekleidungs-, Ausrüstungskammern und Werkstätten befanden sich unter dem Dach. Weiterhin gab es Unterkünfte für sechs Offiziers- und siebzehn Unteroffiziersfamilien.
Nach wechselvoller militärischer und ziviler Nutzung wurden ab 1962 Offiziersschüler der Offiziershochschule der Luftstreitkräfte/Luftverteidigung Franz Mehring der Nationalen Volksarmee der DDR auf dem Gelände als Hubschrauberführer ausgebildet. Die Offiziere konnten im Zuge ihrer Ausbildung den akademischen Grad eines Diplomingenieurs erwerben. Nach dem Ende der DDR wurde die Kaserne in eine zivile Nutzung überführt. Mit der Gründung der Fachhochschule Brandenburg wurde das Gelände zu einer zivilen Bildungsstätte.

### Gründung der Hochschule 1992

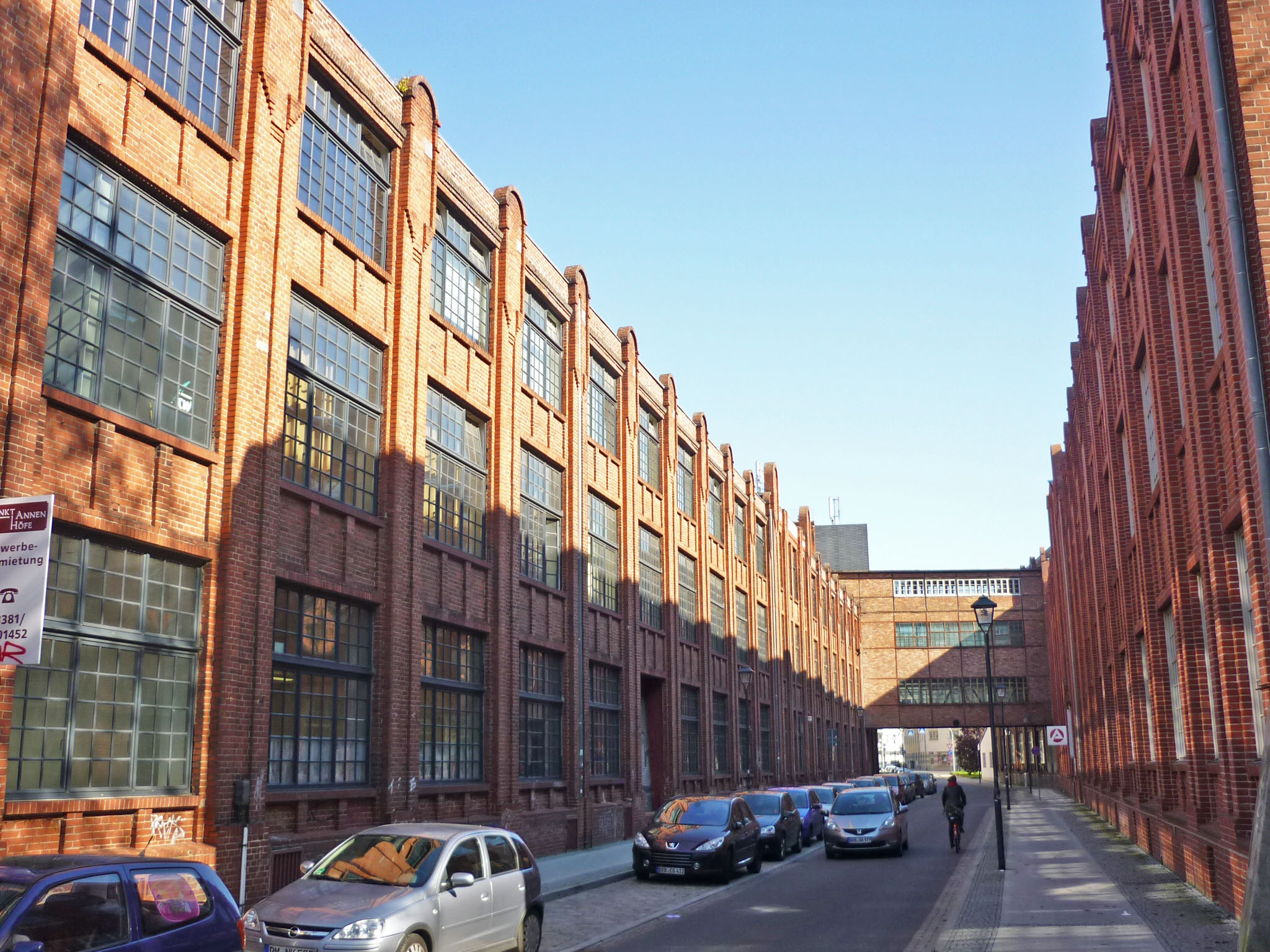
In der Gründungsphase genutztes Hochschulgebäude in der Kirchhofstraße; ehemaliges Brennaborwerk

Im Oktober 1991 wurde vom Land Brandenburg die Errichtung und Gründung von fünf Fachhochschulen beschlossen. Neben der Fachhochschule Brandenburg waren dies die Fachhochschulen in Potsdam, Eberswalde, Wildau und Cottbus und Senftenberg. Die Fachhochschule Brandenburg wurde am 13. April 1992 offiziell gegründet. Sie war die historisch erste Hochschule in der Havelstadt. Bis zu diesem Zeitpunkt war eine Medizinische Fachschule die höchste Bildungseinrichtung in Brandenburg an der Havel. Zum Wintersemester 1992/93 immatrikulierten sich 62 Studierende in den Studiengängen Maschinenbau,
Betriebswirtschaftslehre und Angewandte Informatik. Sie wurden zunächst von fünf Professoren unterrichtet. In den ersten Jahren nutzte die Hochschule aufgrund der anstehenden Umbau- und Sanierungsmaßnahmen auf dem ehemaligen Kasernengelände die Räumlichkeiten des denkmalgeschützten ehemaligen Brennaborwerks in der Kirchhofstraße in der Brandenburger Neustadt, welches nach dem Zweiten Weltkrieg jahrzehntelang Standort der Textilfabrik der Brandenburger Kinderbekleidung (Braki) war. Für Absolventen von Fachschulen der DDR wurden ab 1993 sogenannte Fernstudienbrückenkurse im Studiengang Maschinenbau angeboten. Sie konnten in einem verkürzten Studium den Diplomstudiengang abschließen.
Ab 1993 wurden auf dem Campus der Hochschule die historischen Gebäude saniert und durch moderne Neubauten ergänzt. Der erste Absolvent der Hochschule erhielt im August 1994 sein Diplom. Im Oktober 1996 war die denkmalgerechte Sanierung und der Umbau des großen Kasernenbaus zum neuen Hauptgebäude der Hochschule abgeschlossen, worauf die Hochschule von der Kirchhofstraße auf den Campus umzog. Der Standort in der Kirchhofstraße wurde vollständig aufgegeben. Ebenfalls im Oktober 1996 erfolgte die feierliche Übergabe des Gebäudes der Hochschulbibliothek im ehemaligen Reitstall der Kaserne. Ein Jahr später wurden die neu errichtete Mensa und das Gebäude des Fachbereichs Informatik übergeben. Die vormalige Reithalle wurde bis September 2006 zum Auditorium maximum ausgebaut.
Gründungsrektor der Hochschule war der spätere Oberbürgermeister der Stadt Helmut Schmidt. Er leitete die Fachhochschule von 1992 bis 1998. Sein Nachfolger wurde im Januar 1999 Werner Hofacker. Ihm folgten von 2001 bis 2006 Rainer Janisch und Hans Georg Helmstädter, der von 2007 bis 2013 im Amt blieb. Von 2013 bis 2019 war Burghilde Wieneke-Toutaoui die erste Präsidentin der Hochschule. Am 22. Juli 2015 stimmte das Wissenschaftsministerium des Landes Brandenburg Plänen zu, die Fachhochschule in Technische Hochschule Brandenburg umzubenennen. Diese Umbenennung erfolgte zum 1. März 2016. Seit dem 1. April 2019 ist Andreas Wilms Präsident der Hochschule.

## Hochschulstruktur

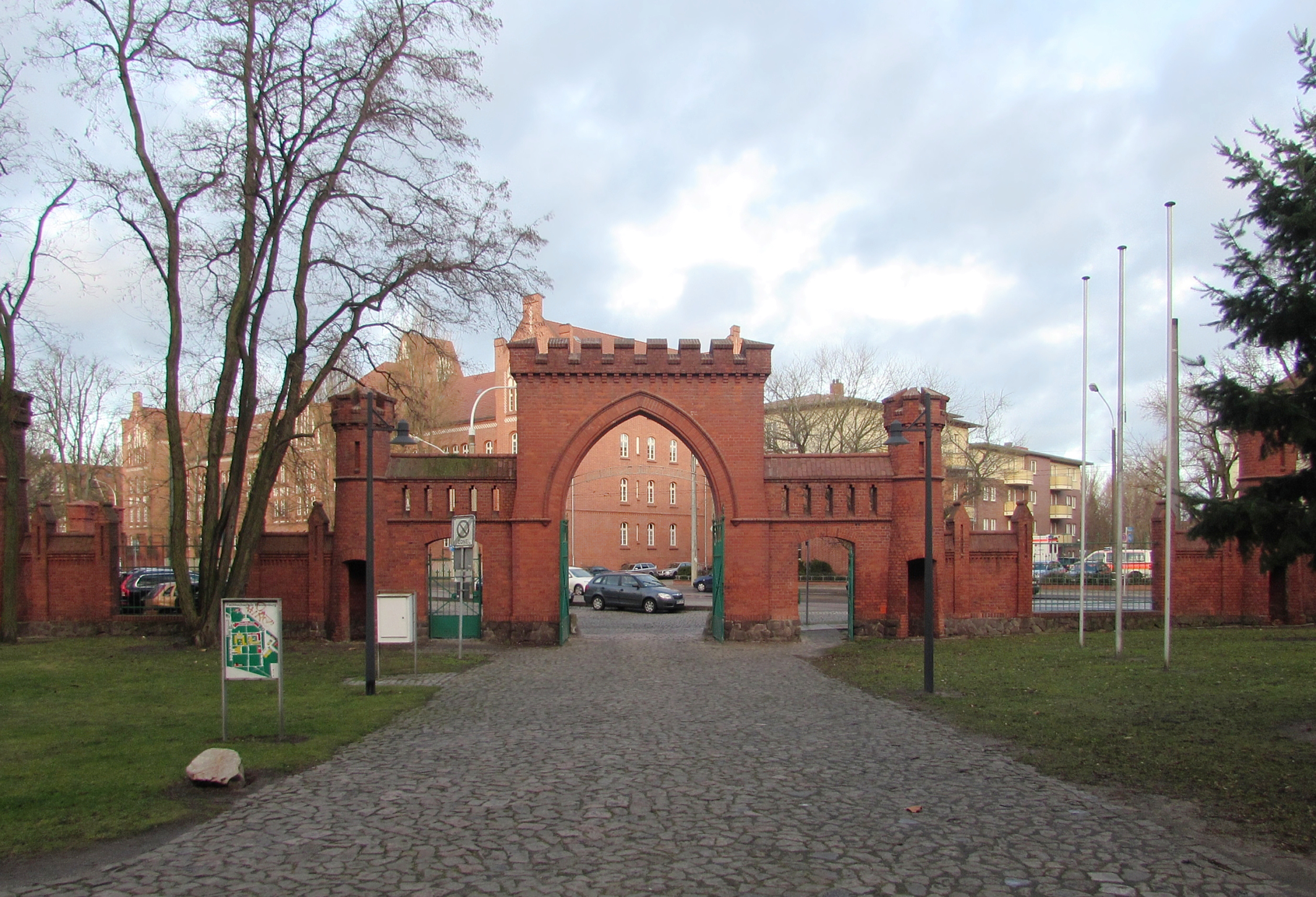
Das Haupttor der Technischen Hochschule Brandenburg

Institutionell ist die Technische Hochschule Brandenburg in die drei Fachbereiche Informatik und Medien, Technik sowie Wirtschaft strukturiert. Ein großer Teil von hochschultypischen zentralen Einrichtungen sind an der THB in sogenannten Zentren zusammengefasst. Neben dem Studierendensekretariat existiert beispielsweise ein Zentrum für Information, Medien und Kommunikation, welches die Hochschulbibliothek der Technischen Hochschule Brandenburg, die Hochschuldruckerei und das Rechenzentrum beinhaltet. Im Zentrum für Internationales und Sprachen sind das Sprachenzentrum und das Akademische Auslandsamt organisiert. Dieses Zentrum führt beispielsweise das Projekt Coaching International durch, welches den Berufseinstieg ausländischer Hochschüler und Absolventen in den regionalen Arbeitsmarkt fördern beziehungsweise unterstützen soll. Das Zentrum für Gründung und Transfer, welches Verbindungen zwischen der Hochschule und Wirtschaftsunternehmen knüpfen und pflegen soll, stellt beispielsweise die Anlaufstelle für angehende Unternehmer unter den Studierenden und Absolventen dar. So ermöglicht das Zentrum Zugänge zu branchenspezifischen Netzwerken und gegebenenfalls Fördermitteln. Daneben soll es die Wissenschaft und Forschung beispielsweise durch Beratung im Hinblick auf Regelung der Zusammenarbeit bei Forschungs- und Entwicklungsaufträgen oder der Suche nach Fördermöglichkeiten unterstützen und helfen, Ressourcen der Hochschule für Unternehmen zugänglich zu machen. Das Zentrum vergibt jährlich den Innovationspreis der Hochschule. Ein Zentrum für Studium und Karriere, das Hochschülern beim Erlangen zusätzlicher Qualifikationen und beim Start in den Beruf unterstützen soll, bietet den sogenannten Career Service. Dieser ist neben dem Zentrum für Internationales und Sprachen ebenfalls am Projekt Coaching International beteiligt. Zur Förderung und Unterstützung berufsbegleitenden Studierens wurde ein Zentrum für Durchlässigkeit und Diversität an der Technischen Hochschule gegründet.
Die Fachbereiche der Hochschule sind ebenfalls in sogenannten Zentren untergebracht. Diese Zentren sind in diesen Fällen die entsprechenden Hochschulgebäude für die einzelnen Fachbereiche mit ihrer gesamten Infrastruktur. So ist das Hauptgebäude, der historische Kasernenbau das Wirtschaftswissenschaftliche Zentrum, während der Fachbereich Informatik und Digitale Medien im Zentrum für Informatik und Medien und der Fachbereich Technik im Ingenieurwissenschaftlichen Zentrum untergebracht sind.
In Pritzwalk im Landkreis Prignitz verfügt die Technische Hochschule über eine Präsenzstelle. Die Einrichtung dient der Unterstützung der strukturschwachen Bildungs- und Wirtschaftsregion im Nordwesten des Bundeslandes. Die Präsenzstelle wurde im Jahr 2005 eröffnet. Initiiert wurde die Einrichtung vom Wachstumskern Autobahndreieck Wittstock/Dosse e. V., der auch an der Finanzierung beteiligt ist. Seit 2007 werden zusätzlich Fördermitteln des Europäischen Sozialfonds und des Landes Brandenburg eingesetzt. Über die Präsenzstelle werden beispielsweise akademische Weiterbildungen in der Region Prignitz koordiniert.
Die offizielle Zeitschrift der Technischen Hochschule Brandenburg ist das Magazin INFOCUS. Diese wird über die Pressestelle der Hochschule herausgegeben. Erstmals erschien das Magazin im Jahr 1994.

### Organe und Gremien
Leiter der Hochschule ist seit dem 1. April 2019 der Präsident Andreas Wilms, ehemals Vizepräsident für Lehre und Internationales an der THB. Er wird vom Vizepräsident für Lehre und Internationales Rolf Socher und vom Vizepräsident für Forschung und Technologietransfer Sören Hirsch vertreten. Die Hochschulverwaltung wird durch den Kanzler geleitet. Seit 2010 ist dies Steffen Kissinger. Die Verwaltung ist in drei Abteilungen, eine Stabsstelle und einen Stabsbereich strukturiert.
Dem elfköpfigen Senat der Technischen Hochschule gehören sechs Hochschullehrer, zwei Studierende, zwei Akademische Mitarbeiter und ein sonstiger Mitarbeiter an. Somit besteht grundsätzlich eine festgeschriebene Majorität der Hochschullehrer in diesem Gremium. Aufgaben des Senats sind durch das Brandenburgische Hochschulgesetz definiert. Dies sind Erlass und Änderung der Grundordnung, Erlass und Änderung sonstiger Satzungen der Hochschule, soweit nicht die Zuständigkeit der Fachbereiche begründet ist, Wahl und Abwahl des Präsidenten, die Aufsicht über den Präsidenten, insbesondere in Bezug auf den Rechenschaftsbericht, die Entlastung des Präsidenten sowie in Bezug auf den Entwurf des Haushaltsplanes. Weiterhin hat der Senat die Zuständigkeit über Entscheidungen in grundsätzlichen Fragen der Lehre, der Forschung, des Studiums und der Prüfungen sowie der Förderung des wissenschaftlichen Nachwuchses, die Zuständigkeit für Entscheidungen über den Entwicklungsplan der Hochschule und über die Vorschläge der Fachbereiche für die Berufung von Hochschullehrern und die Zuständigkeit zur Stellungnahme zu den Satzungen der Fachbereiche. Vorsitzender des Senats ist Thomas Kern.
Die drei Fachbereiche werden jeweils von einem Dekan geleitet. Im Januar 2015 waren die Dekane im Fachbereich Informatik und Medien Susanne Busse, im Fachbereich Technik Christian Zehner und im Fachbereich Wirtschaft Christian Mieke. Die Dekane sind für die Studien- und Prüfungsorganisation und die Koordinierung von Forschung und Lehre in ihren Fachbereichen verantwortlich. Organe der studentischen Selbstverwaltung an der Technischen Hochschule Brandenburg sind der Allgemeine Studierendenausschuss (AStA) und das Studierendenparlament (Stupa). Dem Studierendenparlament als höchstem beschlussfassenden Organ der Studierendenschaft gehören durch die und aus der Studentenschaft gewählte 17 Mitglieder an.

## Studium
Insgesamt waren im Wintersemester 2015/16 2614 Studierende an der Fachhochschule Brandenburg eingeschrieben. 845 Hochschüler waren weiblich, was einer Quote von 32,2 Prozent entspricht. Der Anteil ausländischer Studierender an der Hochschule betrug bei absolut 321 Studierenden 12,3 Prozent. Er lag an der Fachhochschule Brandenburg regelmäßig zwischen sieben und zehn Prozent. Die Fachhochschüler wurden von 240 Mitarbeitern der Hochschule betreut, von denen 67 Professoren, 74 wissenschaftliche und 99 nichtwissenschaftliche Mitarbeiter waren. Mit 9 weiblichen Professoren lag der Frauenanteil bei 13,4 Prozent. Bei den wissenschaftlichen Mitarbeitern lag er bei 48,6 Prozent und bei den nichtwissenschaftlichen Mitarbeitern bei 49,5 Prozent. 2 der Professorenstellen waren Stiftungsprofessuren.

### Studiengänge

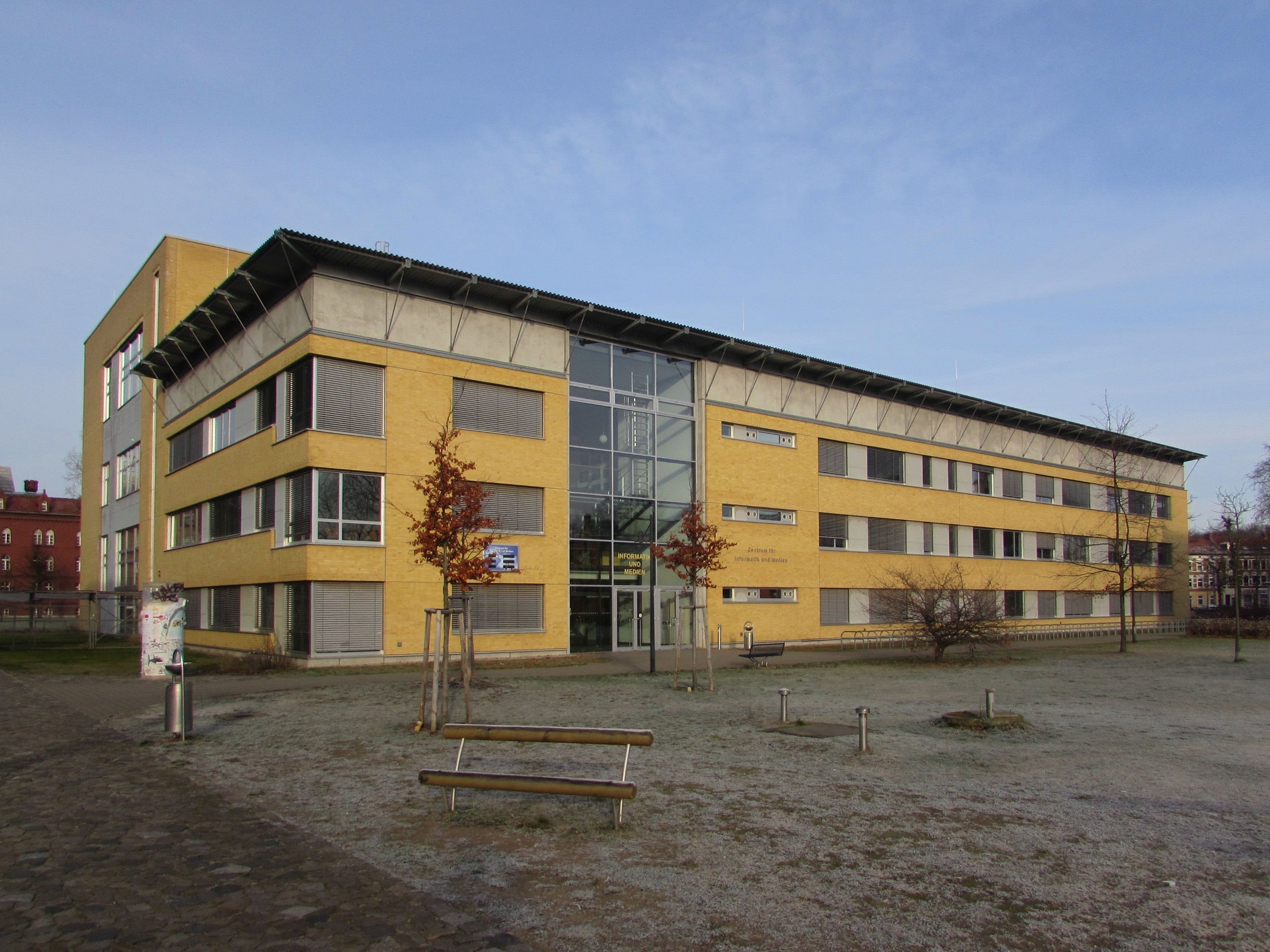
Zentrum für Informatik und Medien

2014 bot die Fachhochschule Brandenburg 20 Studiengänge in den drei Fachbereichen Informatik und Medien, Technik und Wirtschaft an. Dies waren Applied Computer Science, Betriebswirtschaftslehre, Informatik, Elektronik, Mechatronik/Automatisierungssysteme, Medizininformatik, Mikrosystemtechnik und Optische Technologien, Wirtschaftsinformatik, Computer Aided Robust Engineering, Digitale Medien, Energieeffizienz Technischer Systeme, Security Management und Technologie- und Innovationsmanagement. Zu erwerbende Studienabschlüsse an der Technischen Hochschule Brandenburg sind der Bachelor of Science oder der Bachelor of Engineering und der Master of Science oder der Master of Engineering. In den 1990er und 2000er Jahren wurde der Abschluss Diplom mit dem Klammerzusatz (FH) angeboten, im Rahmen des Bologna-Prozess aber abgeschafft. Nur wenige Studiengänge an der Hochschule sind über einen örtlichen Numerus clausus zulassungsbeschränkt. In einzelnen zulassungsfreien Studiengängen werden bei einer eventuellen Einschreibung jedoch anderweitige, von einem Notenschnitt unabhängige Voraussetzungen, wie berufliche Erfahrung, gefordert.
An der Technischen Hochschule Brandenburg gibt es verschiedene Studienformate wie Präsenz-, Online- oder Fernstudium. Seit 2001 ist die Hochschule im Hochschulverbund Virtuelle Fachhochschule, welcher der Optimierung der Nutzung von Onlinestudienangeboten dienen soll, und im Jahr 2004 war sie Gründungsmitglied im Hochschulverbund Distance Learning, der die Mitglieder bei der Entwicklung von Fernstudieninhalten unterstützt und begleitet.

### Studienvoraussetzungen
Formale Hochschulzugangsberechtigungen sind die allgemeine Hochschulreife, die fachgebundene Hochschulreife und die Fachhochschulreife. Entsprechend dem Brandenburgischen Hochschulgesetz sind ein Realschulabschluss beziehungsweise die Fachoberschulreife einschließlich einer geeigneten Berufsausbildung und mindestens zweijähriger Berufserfahrung oder ein Meisterbrief oder Gleichwertiges in einem geeigneten Beruf alternative Hochschulzugangsberechtigungen. Das Studienangebot und die Studienformate sollen sich an den unterschiedlichen Bedürfnissen von Studieninteressenten mit und ohne Fachhochschulreife oder Abitur orientieren. So soll auch Interessierten, die über eine alternative Hochschulzugangsberechtigung verfügen, die Aufnahme eines Studiums an der Fachhochschule grundsätzlich ermöglicht werden. Im Jahr 2010 wurde vor diesem Hintergrund ein Projekt „Weitersehen – Weiterbilden – Weiterkommen“ gegründet.

### Semesterbeiträge
Zum Sommersemester 2019 wurde von Seiten der Hochschule ein Semesterbeitrag von 253,20 Euro pro Student berechnet. Diese Summe beinhaltet eine Rückmelde- beziehungsweise Immatrikulationsgebühr in Höhe von 51 Euro, einen Beitrag an das Studentenwerk Potsdam von 50 Euro, 10 Euro der Studierendenschaft je Hochschüler für den Allgemeinen Studierendenausschuss und die Kosten für das Semesterticket von 142,20 Euro. Studiengebühren werden im Land Brandenburg an öffentlichen Hochschulen nicht erhoben. Das Semesterticket der Technischen Hochschule Brandenburg gilt grundsätzlich für ein Halbjahr (April bis September oder Oktober bis März) und im gesamten Tarifgebiet des Verkehrsverbundes Berlin-Brandenburg. Darüber hinaus sind Fahrten auf der Regionalexpresslinie der Deutschen Bahn nach Magdeburg inbegriffen. Von den allgemeinen Gebühren werden in drei Studienfächern abweichende Kosten erhoben. So haben Masterstudenten des Fachs Security Management ein zusätzliches Nutzungsentgelt von 250 Euro und Studierende des berufsbegleitenden Bachelor BWL von 500 Euro pro Semester zu entrichten, während für Studierende der Medieninformatik, da dies ein Onlinestudiengang ist, und des berufsbegleitenden Bachelor BWL das Semesterticket entfällt. Stipendiaten des Deutschen Akademischen Austauschdienstes sind grundsätzlich von Rückmelde- beziehungsweise Immatrikulationsgebühren befreit und haben lediglich die Beiträge für das Studentenwerk, den AStA und das Semesterticket zu zahlen.

## Infrastruktur
Die Hochschule ist seit der Aufgabe von Räumlichkeiten in der Kirchhofstraße vollständig auf dem Campus südlich der Magdeburger Straße und nördlich der Vereinsstraße untergebracht. Die einzelnen Fachbereiche haben separate Gebäude, sogenannte Zentren, mit Seminarräumen, Hörsälen und Laboren.

### Hauptgebäude

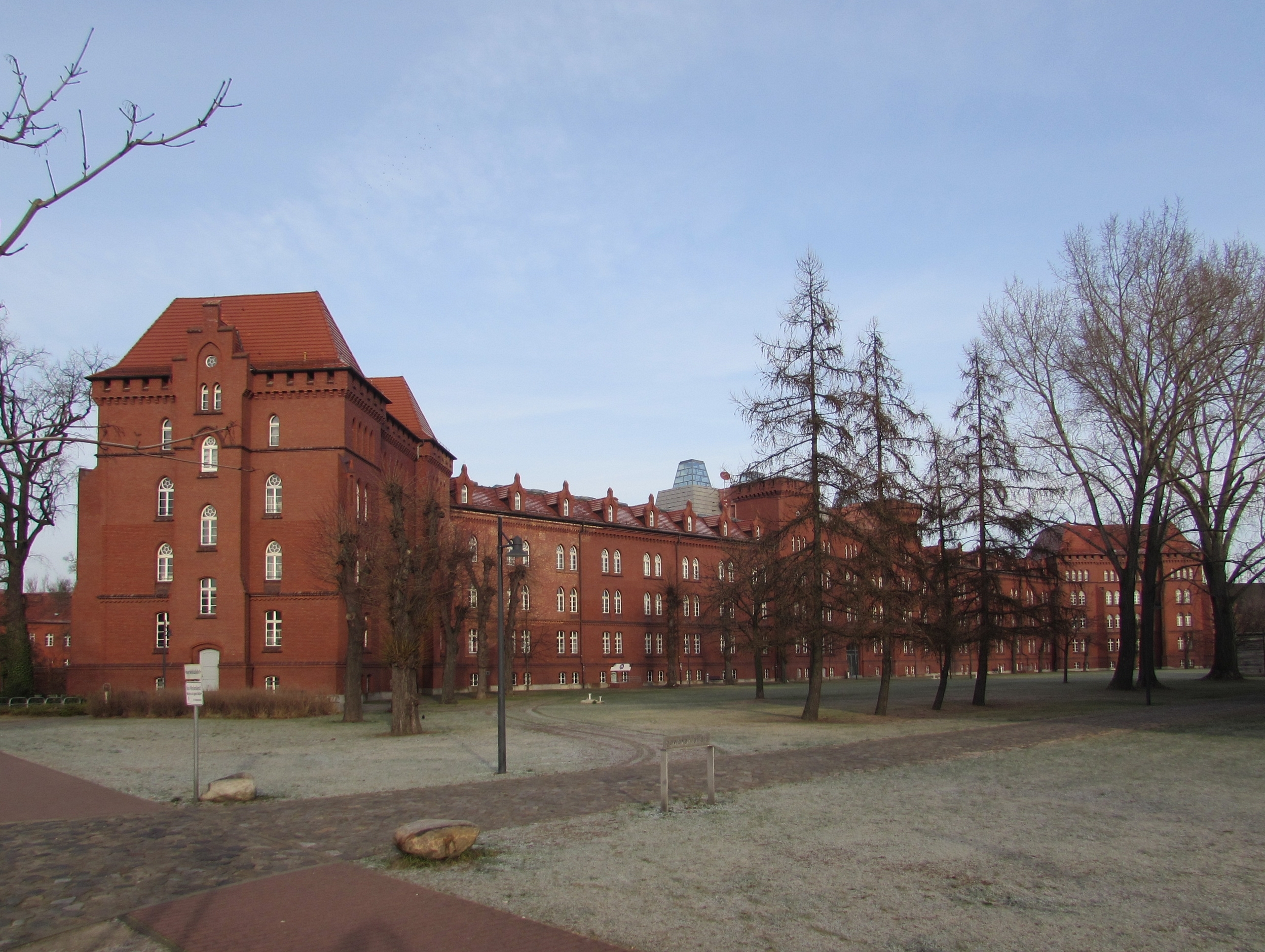
Hauptgebäude der Hochschule; Wirtschaftswissenschaftliches Zentrum

Das Wirtschaftswissenschaftliche Zentrum befindet sich im fünfflügeligen Hauptgebäude. Dieses Hauptgebäude ist Teil eines aus mehreren Einzelbauwerken bestehendem komplexen Baudenkmals Kürassier-Kaserne. Das Gebäude bildet riegelartig den nördlichen Abschluss des Campus zur Magdeburger Straße. Das Bauwerk steht mit seiner Längsachse in einem Winkel von 43 Grad zur Straße. Die Längsachse ist von Nordost nach Südwest ausgerichtet. Der Bau hat eine Gesamtlänge von etwa 171 Meter. Stilistisch ist der Kasernenbau dem Historismus, genauer der Neugotik zuzuordnen. Er wurde aus roten Ziegelsteinen gemauert und ist unverputzt.
Das Gebäude besitzt einen zentralen Mittelflügel, an dem sich beidseits jeweils zwei Seitenflügel anschließen. Der Mitteltrakt ist vierstöckig. In der straßenseitigen Nordwestfassade gibt es einen Mittelrisalit, in dem sich das Hauptportal befindet. Dieses ist segmentbogig gestaltet und befindet sich in einer spitzbogigen größeren Blende. Neben diesem Hauptzugang zum Gebäude gibt es mehrere Nebeneingänge. Die Fenster des Traktes wie des gesamten Gebäudes sind im Untergeschoss und im Keller Segmentbogenfenster, in den oberen Stockwerken Spitzbogenfenster. Typisch ist die Anordnung von jeweils zwei, im obersten Stockwerk auch von drei Fenstern nebeneinander. Weiterhin gibt es beispielsweise in Bereichen von Treppenhäusern als obere Abschlüsse Ochsenaugen. So beispielsweise auch im Mittelrisalit. Über die Ecken treten schmale Gebäudevorsprünge über die gesamte Höhe aus der Nordwestfassade des Mitteltraktes. Diese Vorsprünge stehen in einen Winkel von 45 Grad zur Fassade. In diese wurden ebenfalls Fenster und Zugänge eingearbeitet. Die Zugänge befinden sich in weiteren Vorsprüngen, sogenannte Ausluchten und weisen eine zinnenförmige Bekrönung auf. Von Konsolen getragene auskragende Zinnen finden sich ebenfalls am gesamten oberen Abschluss des Mittelflügels zum Dach. Gebäudeecken wurden mit kleinen turmartigen Reitern als Schmuckelemente bekrönt. Die campuswärtige Südostfassade des Mittelbaus ist etwas schlichter gestaltet. Statt eines Mittel- finden sich dort zwei Seitenrisalite. Die Risalite des ehemaligen Kasernenbaus waren ursprünglich mit Zeltdächern abgedeckte spitze Türme. Das Dach des Mittelflügels wurde im Zuge der Sanierung jedoch gestalterisch verändert. So gibt es seither eine Dachterrasse. Die ehemaligen Türme wurden nach Entfernung der Dachstühle flach gedeckt, wodurch sie erst zu Risaliten wurden. Auf die moderne Dachkonstruktion wurden vier gläserne Aufbauten als Oberlichter installiert.
Die dem Mitteltrakt angrenzenden Seitenflügel sind dreistöckig. Gestalterische Details sind jeweils ein das ganze Gebäude umlaufendes schlichtes Gesims zwischen dem Kellergeschoss, der ersten und der zweiten Etage und ein Traufgesims. Das Dach ist ein Satteldach. In diesem befinden sich Giebelgauben mit Giebelohren und Giebelreitern als Fensteröffnungen. An diese Gebäudeflügel schließen sich jeweils weitere Seitenflügel an, die beidseits den Abschluss des Gebäudes bilden. Diese stehen in einem Winkel von etwa 43 Grad zur Längsachse des Baus. Sie sind wie der Mittelflügel vierstöckig. Ebenfalls finden sich in diesen Gebäudeflügeln in den Fassaden ihrer Längsseiten zwei Seitenrisalite und in den Seitenfassaden kleine Mittelrisalite. Die Mittelrisalite, in welchen sich Treppenhäuser befinden, haben als obere Abschlüsse auffällige Stufengiebel.
Neben Seminar- und Vorlesungsräumen vorrangig für die wirtschaftswissenschaftlichen Fächer ist in diesem Kasernenbau auch die Verwaltung der Hochschule untergebracht. Im Keller werden Räumlichkeiten von einem Studentenclub genutzt.

### Bibliothek

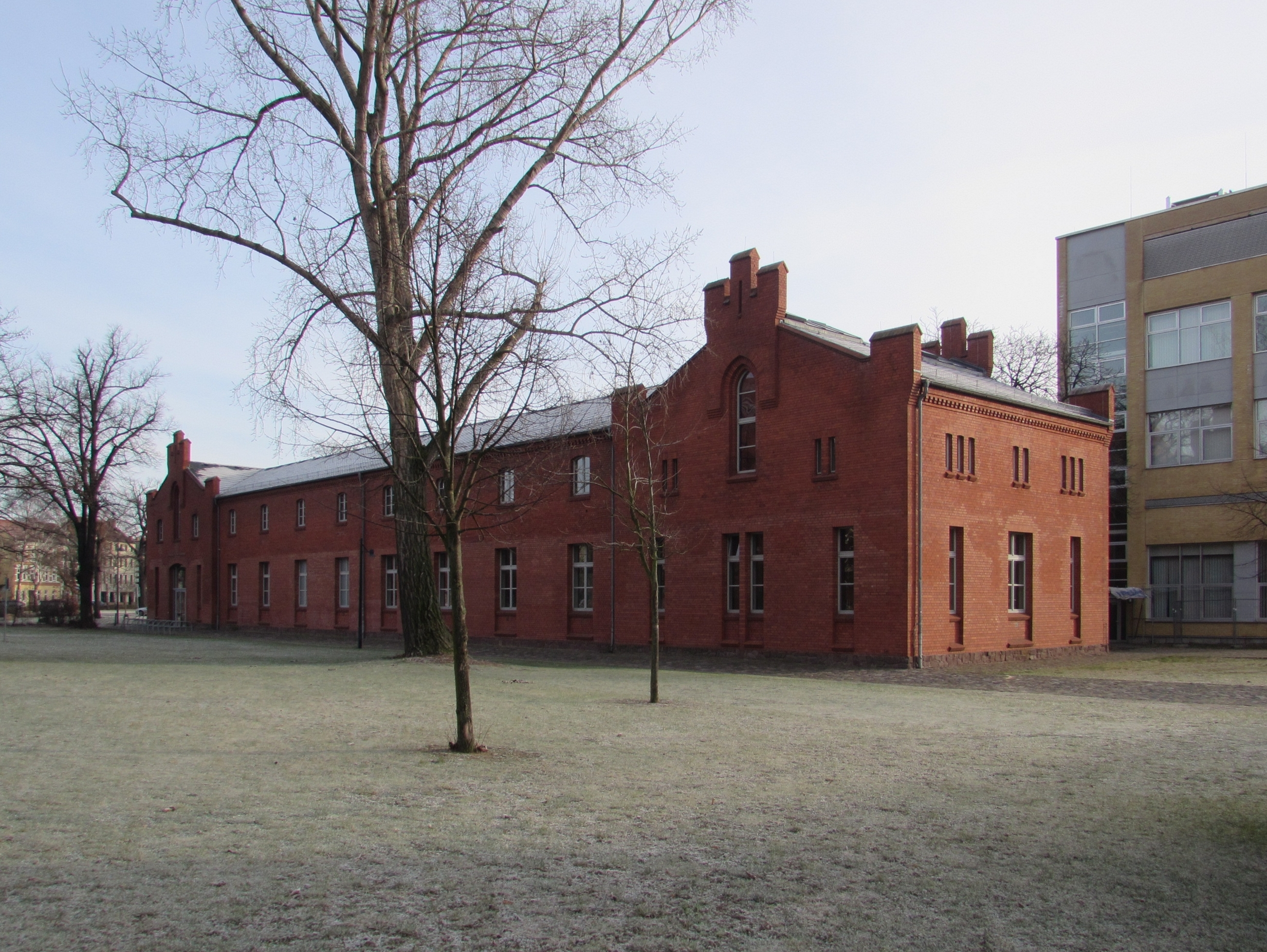
Die Hochschulbibliothek

Neben dem Hauptgebäude existieren weitere historische und denkmalgeschützte Gebäude auf dem Hochschulgelände. Im ehemaligen Reitstall der Kaserne ist die Hochschulbibliothek und ein Veranstaltungssaal, der Rittersaal, untergebracht. Mit Blick vom Hauptgebäude steht er diesem links gegenüber. Er ist zweistöckig und besteht aus zwei im rechten Winkel zueinander stehenden Flügeln. Er ist ebenfalls aus roten Ziegelsteinen gemauert und unverputzt. Der größere Nordwestflügel hat zwei Seitenrisalite, deren Giebel Reiter und Ohren aufweisen. Der nordöstliche Risalit setzt sich in dem Nordostflügel fort. Die Fenster sind im Erdgeschoss großteils schlichte Rechteckfenster und im Obergeschoss Segmentbogenfenster. Lediglich in den Risaliten finden sich daneben große Spitzbogenfenster. Unter den Traufen des Bauwerks findet sich ein mit Ziegeln gemauertes Gesims. Im Inneren sind die Stockwerke mit einer Kreuzgewölbedecke getrennt.

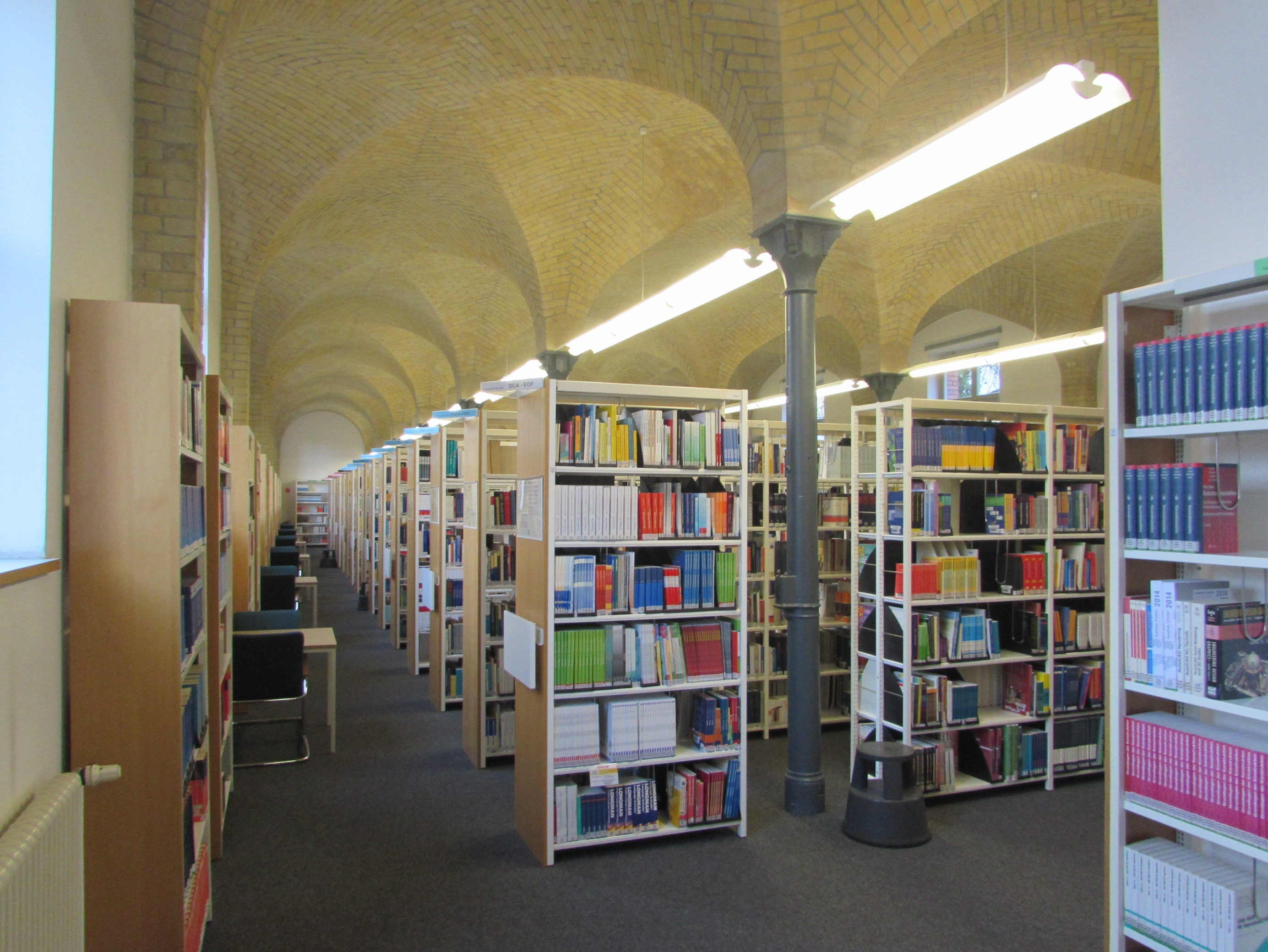
Bibliothekssaal mit alter Kreuzgewölbedecke

Die Bibliothek der Fachhochschule wurde 1992 zeitgleich mit der Hochschule gegründet. Seit 1996 ist sie im ehemaligen Reitstall untergebracht. Die Hochschulbibliothek verfügt über einen Bestand von über 110.000 Bänden. Bei den Sanierungs- und Umbaumaßnahmen am Reitstall in den 1990er Jahren wurde der Zugang zur Hochschulbibliothek barrierefrei gestaltet und so eine Nutzung auch für Rollstuhlfahrer ermöglicht. Im Zuge der Umbenennung der Hochschule 2016 wurde auch der Name der Hochschulbibliothek angepasst. Im Foyer der Hochschulbibliothek finden regelmäßig wissenschaftliche oder künstlerische Ausstellungen statt.

### Auditorium maximum

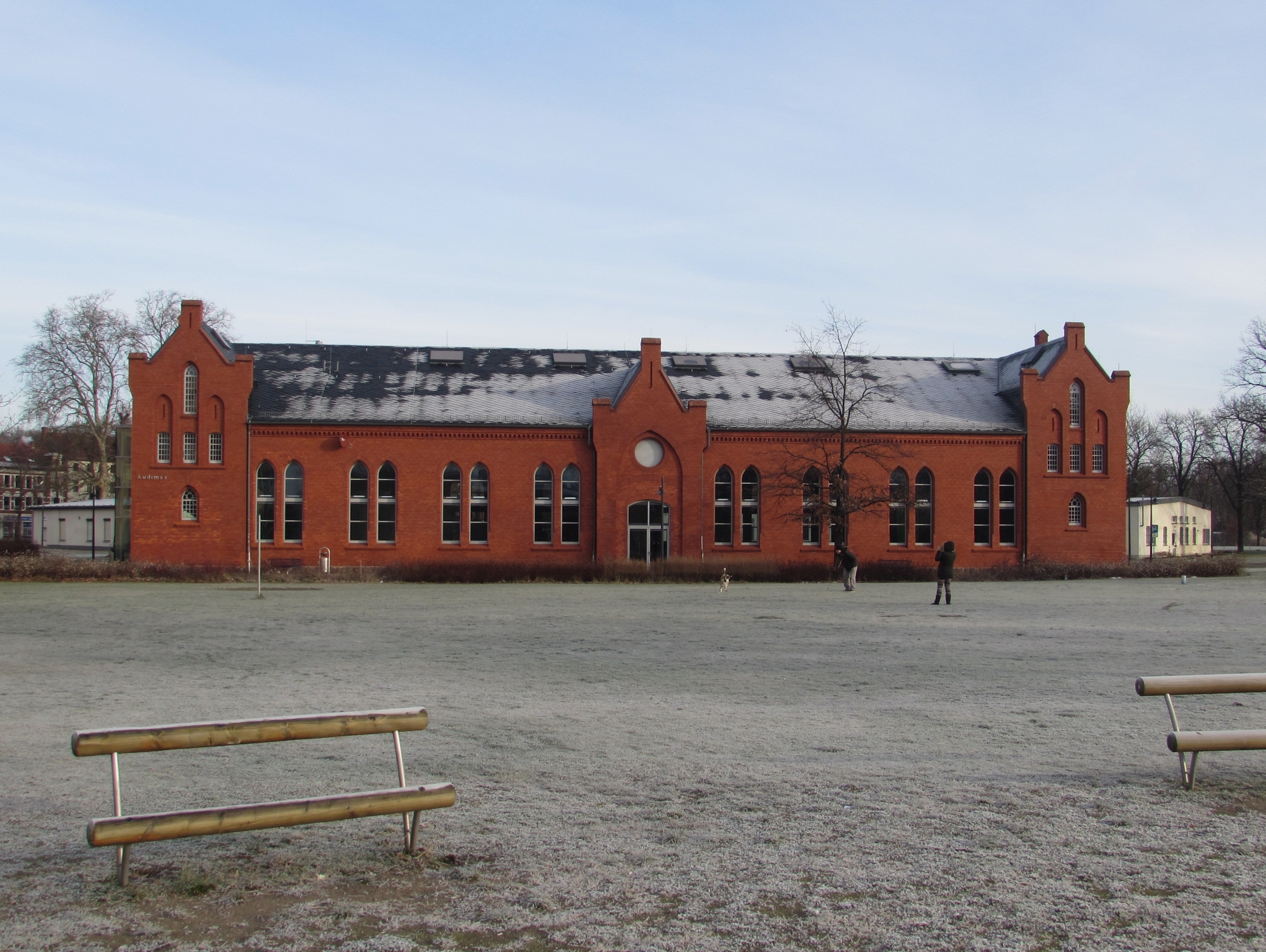
Das Audimax

In der ebenfalls unter Denkmalschutz stehenden ehemaligen Reithalle der Kaserne wurde das Auditorium maximum, der größte Hörsaal der Hochschule untergebracht. Sie befindet sich südöstlich des Reitstalls. Die Reithalle ist ein einflügeliger, einstöckiger Bau. Auch sie besteht aus unverputztem roten Mauerwerk. Schmückende Details sind ein Mittel- und zwei Seitenrisalite mit Giebelreitern und -ohren und ein Traufgesims. Die Fenster sind meist spitzbogig gestaltet. Im Mittelrisalit befinden sich nach Südwesten und Nordosten die ehemaligen segmentbogigen Zugänge zum Gebäude.

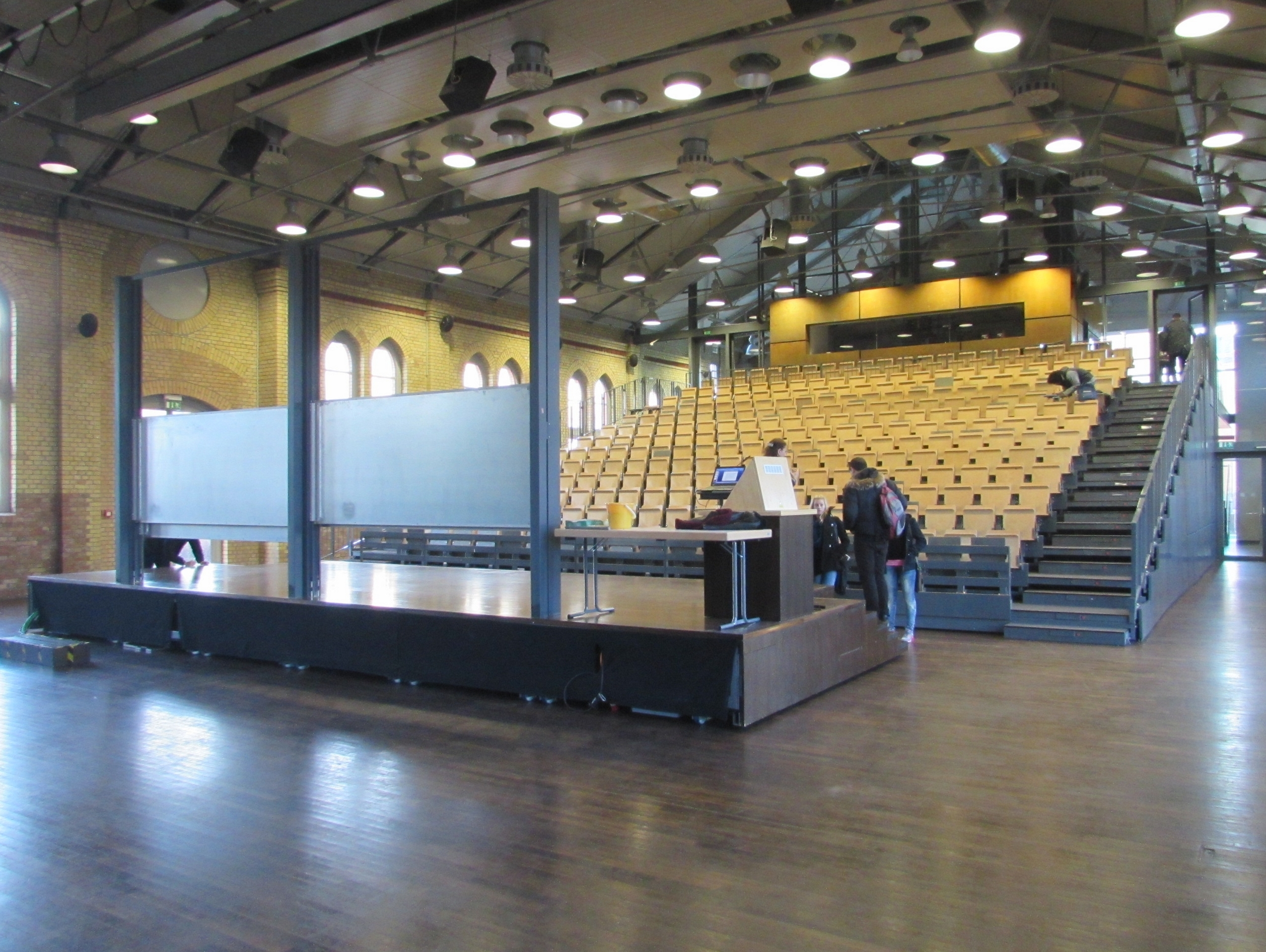
Auditorium maximum

Zwischen 2003 und 2006 wurde die Reithalle umgebaut und saniert. Architekt war Reiner Becker. Ein neuer Hauptzugang wurde in einem auf der Nordwestseite aus dem Mauerwerk herausragenden Glaskörper geschaffen. Nach Südosten wurde der Bau um einen ebenfalls aus dem Mauerwerk herausragenden Stahlkörper verlängert. In die Halle wurde eine sogenannte Teleskopbühne eingebaut. Als Hörsaal bietet das Audimax 300 Hörern Platz. Für Veranstaltungen kann die Bühne eingefahren und so Platz für bis zu 520 Gäste geschaffen werden. 2008 wurde das Architektenbüro für die Umsetzung mit dem BDA-Preis ausgezeichnet.

### Weitere Gebäude
Dem Zentrum für Informatik und Medien wurde ein moderner Neubau errichtet, der mit dem Reitstall einen Gebäudekomplex bildet. Der zweiflügelige Bau wurde so gestaltet, dass er einen dem Bibliotheksbau gegenüberliegenden rechten Winkel bildet, sodass beide Bauwerke zusammen ein Rechteck formen. Statt roter, wurden für die Fassadengestaltung gelbe Klinker verwendet. Im ähnlichen Baustil wurde das südwestlich gegenüberliegende Ingenieurwissenschaftliche Zentrum gestaltet. Neben gelben Ziegelsteinen dominieren große Glasfronten die weitgehend schmucklosen Bauten. Die Mensa südöstlich des Ingenieurwissenschaftliche Zentrums ist ebenfalls ein stilistisch ähnlich gestalteter Neubau. Weiterhin gibt es auf dem Gelände zwei Laborgebäude im Osten, ein aus zwei Gebäuden bestehendes dreistöckiges Studentenwohnheim im Westen und Sportanlagen einschließlich einer Sporthalle, einem weiteren historischen Kasernengebäude im Süden des Campus. Die aus roten Ziegelsteinen gemauerte Einfriedung der ehemaligen Kaserne zur Magdeburger Straße mit dem Haupttor ist wie die alten Gebäude ebenfalls Teil des Baudenkmals.

### Umgebung

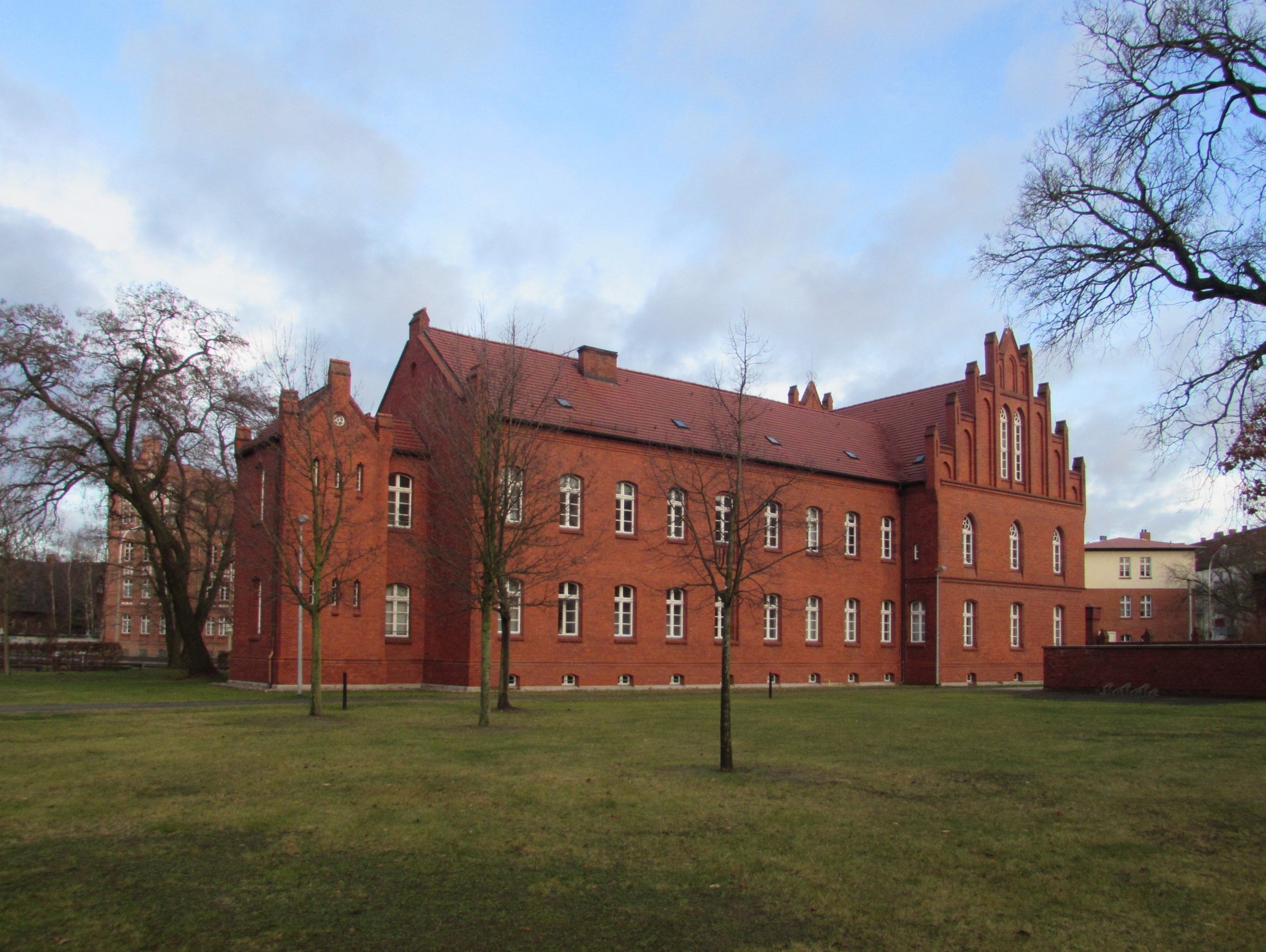
Außenstelle des Landesrechnungshofes

Die Umgebung des Hochschulcampus ist verschiedentlich genutzt. Die der Hochschule gegenüberliegenden Bereiche nördliche Magdeburger Straße und südliche Vereinsstraße sind Wohnquartiere, während in dem Gebiet zwischen beiden Straßen neben der Fachhochschule ausschließlich Behörden angesiedelt sind. Diese sind in einer Vielzahl weiterer ehemaliger Kasernengebäude untergebracht. In direkter westlicher Nachbarschaft schließen sich beispielsweise das Finanzamt, das Amtsgericht Brandenburg, das Staatliche Schulamt, eine Außenstelle des Liegenschafts- und Bauamtes und das Grundbuchamt in ehemaligen Kasernengebäuden der Wehrmacht an den Hochschulcampus an. Zum Baudenkmal der Kürassierkaserne gehören neben den Fachhochschulgebäuden ein durch den Landesrechnungshof Brandenburg genutztes Bauwerk am Portal an der Magdeburger Straße. In einem weiteren denkmalgeschützten Kasernengebäude östlich der Fachhochschule, welches zu einer Infanteriekaserne gehörte, sind das Arbeitsgericht Brandenburg an der Havel und das Landesamt zur Regelung offener Vermögensfragen untergebracht. Weitere Behörden in diesem Bereich sind das zentrale Polizeirevier der Stadt und das Oberlandesgericht Brandenburg. Das Wohnquartier im der Technischen Hochschule gegenüberliegenden Bereich der nördlichen Magdeburger Straße wurde in einem ebenfalls denkmalgeschützten ehemaligen Artilleriekasernenkomplex eingerichtet. Weiterhin steht auf dieser Straßenseite das denkmalgeschützte ehemalige Offizierskasino der Kürassiere, das von der Jugendkulturfabrik als Kulturhaus betrieben wird.

### Anbindung
Westlich des Campus führen auf dem sogenannten Zentrumsring die Bundesstraßen 1 und 102 in unmittelbarer Nähe vorbei. Hinter dieser Umgehungsstraße befindet sich der Bahnhof Brandenburg-Altstadt, ein Regionalbahnhof, der über die ehemalige Brandenburgische Städtebahn an den Hauptbahnhof Brandenburg und den Bahnhof Rathenow angeschlossen ist. Vor dem Bahnhof gibt es eine selten angefahrene Bushaltestelle. An der Magdeburger Straße direkt vor dem Hauptgebäude existiert die Straßenbahn- und Bushaltestelle Fouquéstraße/Fachhochschule, die von allen Brandenburger Straßenbahnlinien und vom Nachtbus bedient wird.

### 5G-Campusnetz
Bei der THB kommt seit 2024 ein privates Campus-Netz mit 5G-Standalone-Technologie zum Einsatz. Hierfür hat der Netzbetreiber acht Antennen innerhalb der Gebäude auf zwei Etagen im Hauptgebäude und im Wirtschaftswissenschaftlichen Zentrum der Hochschule installiert. Drei weitere Sendestationen wurden im Außenbereich des Hochschulgeländes aufgebaut. Eine Besonderheit bei dem Projekt ist die zusätzlich zum 5G-Campusnetz aufgebaute Wi-Fi-6E-Infrastruktur, die parallel zum 5G-SA-Netz betrieben wird.

## Forschung und Entwicklung

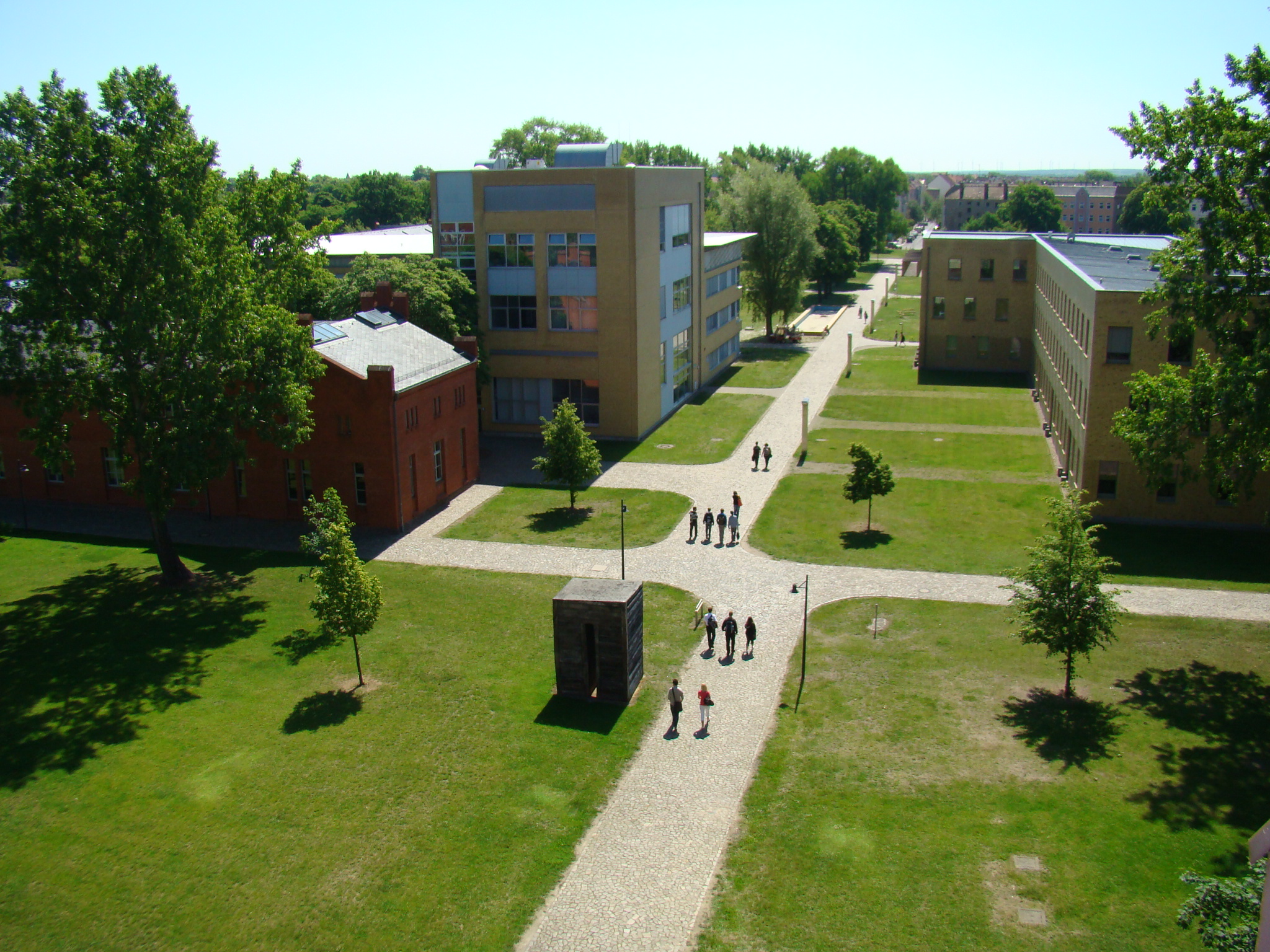
Ingenieurwissenschaftliches Zentrum

Das Forschungsprofil der Fachhochschule wurde seit der Gründung durch den Aufbau von verschiedenen Laboreinrichtungen und Studiengängen entwickelt. Die Forschungsprojekte werden regelmäßig alle zwei Jahre im Forschungsbericht publiziert. Im Dezember 2009 wurden vor dem Hintergrund der Zielvereinbarungen für die Jahre 2010 bis 2012 zwischen der Fachhochschule und dem Ministerium für Wissenschaft, Forschung und Kultur die Hauptaktivitäten auf die drei Schwerpunktbereiche Gesundheit – Medizininformatik – Telemedizin, Energieeffizienz technischer Systeme und Unternehmenssicherheit gelegt. Durch das vorhandene Studienangebot sind diese Schwerpunktbereiche jeweils einem federführenden Fachbereich zugeordnet, werden jedoch in allen drei Fachbereichen interdisziplinär bedient. An Drittmitteln konnte die Hochschule 2014 bei einem Gesamthaushalt von 19,90 Millionen Euro 5,00 Millionen Euro für Projekte einwerben.

### Gesundheit – Medizininformatik – Telemedizin
Der Fachbereich Informatik und Medien der Technischen Hochschule ist institutionelles Gründungsmitglied des Vereins Gesund in Brandenburg, der im April 2006 ins Leben gerufen wurde. Die Fachhochschule kooperiert seit 2007 mit der Städtisches Klinikum Brandenburg GmbH, einem der Träger der Medizinischen Hochschule Brandenburg. Die Hauptaktivitäten im Schwerpunktbereich liegen in den Forschungsfeldern der Bildgebenden Systeme, der Signalverarbeitung, der Bioinformatik, der Künstlichen Intelligenz und der Computervisualisierung. Seit 2010 wird der Bachelorstudiengang Medizininformatik durch eine Stiftungsprofessur der Städtisches Klinikum Brandenburg GmbH unterstützt.
Seit 2011 existiert ein Gemeinschaftsprojekt mit dem Namen Digital Care Support. Es handelt sich um ein sogenanntes Ambient-Assisted-Living-System. Beteiligt sind der Fachbereich Wirtschaft der Technischen Hochschule Brandenburg, die Charité und zwei Firmen. Demenzkranke und deren Angehörige sollen durch mobile und digitale Technologien unterstützt werden, wodurch die Lebensqualität der Erkrankten nachhaltig erhöht und die Belastung der Pflegenden reduzieren werden soll. Das Projekt wurde im Mai 2011 von der TP Theorie&Praxis Gesellschaft für Forschung und neue Kommunikation als Projekt des Monats publiziert.
Im Herbst 2014 wurde die Medizinische Hochschule Brandenburg gegründet, die auf dem Gebiet der Medizininformatik mit der Technischen Hochschule Brandenburg kooperiert. Zwischen beiden Hochschulen gibt es personelle Überschneidungen.

### Energieeffizienz technischer Systeme
Im Profilschwerpunkt Energieeffizienz technischer Systeme wurde unter anderem ein gleichnamiger technischer Masterstudiengang entwickelt, in den im Wintersemester 2012/13 erstmals immatrikuliert wurde. Im Jahr 2011 entstand das Kooperationsprojekt Eco Rail Innovation, an dem unter anderem die Technische Hochschule Brandenburg mitwirkt. Weitere Partner sind beispielsweise die Firmen Alstom, Siemens, Bombardier, die Berliner Verkehrsbetriebe und die Deutsche Bahn. Im Mai 2012 richtete die Eco Rail Innovation im Profilschwerpunkt eine Stiftungsprofessur Energieeffiziente Bahntechnologien ein.

### Unternehmenssicherheit
Im Rahmen des Profilschwerpunktes Unternehmenssicherheit wurde der Masterstudiengang Security Management etabliert und es finden Sicherheitsspezialisierungen in anderen Studiengängen der Technischen Hochschule statt. Es wurde ein sogenanntes Kompetenzzentrum für Qualifizierung im Bereich der Sicherheit eingerichtet. Im Rahmen der Forschungsaktivitäten bestehen Kooperationen mit verschiedenen Partnern.

## Studentisches Leben

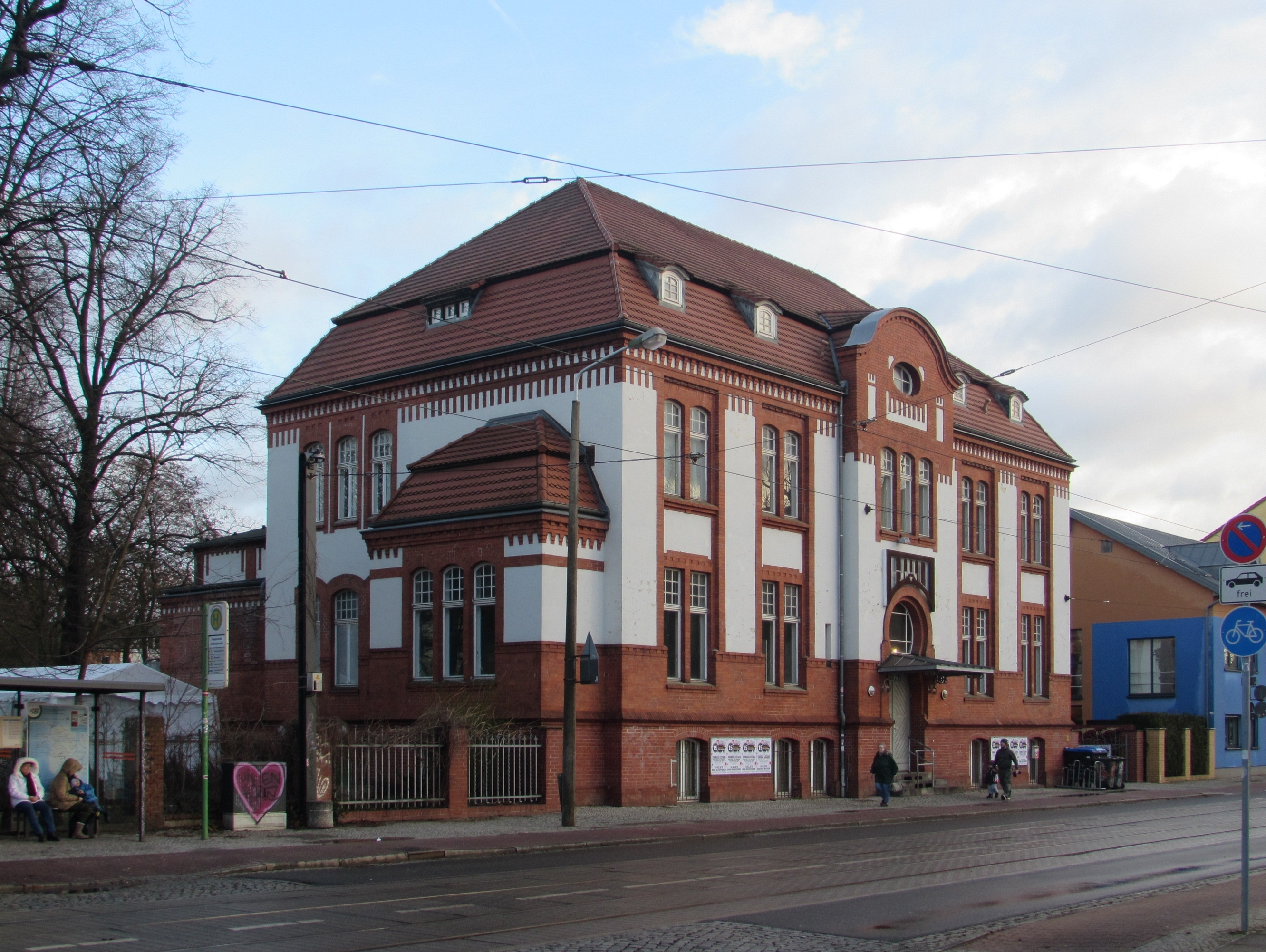
Das Kulturzentrum Haus der Offiziere

Ein Teil des Kellers des Hauptgebäudes der Hochschule wurde zu einem Studentenclub, dem IQ Studentenkeller, ausgebaut, der vom AStA der FH betrieben wird. Dort werden regelmäßige Veranstaltungen vorrangig für die Studierenden angeboten. Das Audimax wird außer im Lehrbetrieb beispielsweise auch für öffentliche kulturelle Veranstaltungen genutzt. Weitere Veranstaltungen finden im Rittersaal statt. Die Jugendkulturfabrik betreibt in unmittelbarer Nachbarschaft zum Campus ihr Kulturhaus Haus der Offiziere, wo regelmäßig Partys, Konzerte, Vorträge und Workshops stattfinden.

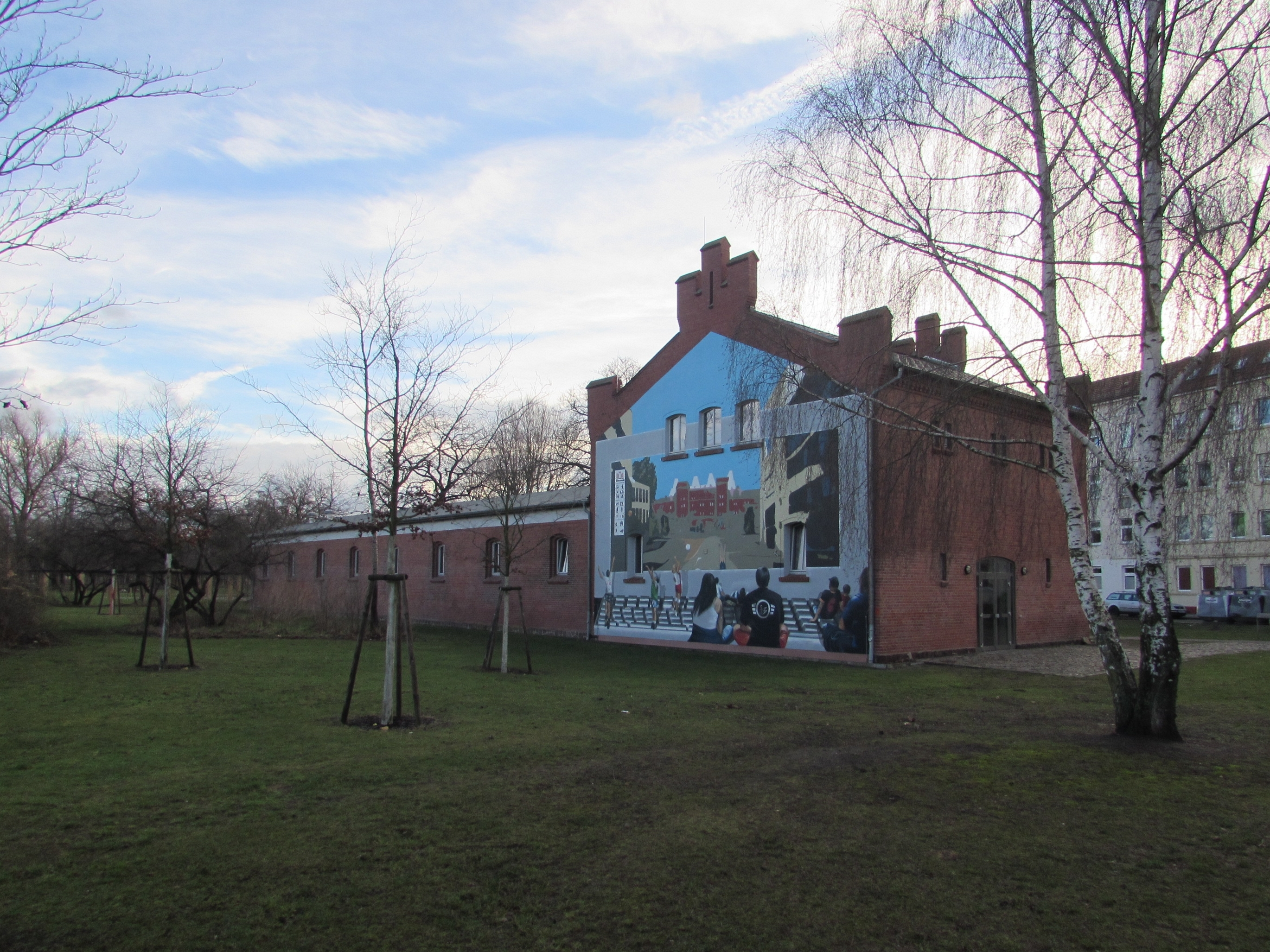
Die Sporthalle der Hochschule

Der Hochschulsport wird an der Technischen Hochschule Brandenburg vom AStA organisiert. Die Sportanlagen der Hochschule umfassen eine Sporthalle, einen Fitnessraum und einen Bogenschießplatz. Neben dem eigenen Sportangebot direkt auf dem Campus kooperiert der AStA mit diversen Sportvereinen, die sich über die Stadt verteilen. Kooperierende Vereine sind beispielsweise die SG Stahl Brandenburg, der Ruder-Club-Havel Brandenburg und der Brandenburger Sport- und Ruder-Klub 1883. Regelmäßig nehmen Mannschaften der FH an Deutschen Hochschulmeisterschaften teil. Erfolge waren beispielsweise der Gewinn der Fachhochschulmeisterschaft 2002 durch das Frauen-Volleyballteam. 2005 fanden in der Stadt von der Hochschule organisiert die Hochschulmeisterschaften im Triathlon auf der Regattastrecke Beetzsee statt. 2013 wurden dort die Meisterschaften im Rudern ausgetragen.
Regelmäßige Veranstaltungen an der Hochschule sind die Semesteranfangs- und -abschlusspartys. Einmal jährlich findet im Sommersemester das Campusfest am Tag der offenen Tür der Hochschule statt. Weiterhin wird regelmäßig ein Hochschulball veranstaltet.

## Auszeichnungen und Bewertungen
Mehrere Projekte, an denen die Brandenburger Hochschule mitwirkte, wurden beispielsweise im Wettbewerb 365 Orte im Land der Ideen der Initiative Deutschland – Land der Ideen ausgezeichnet. Dies waren 2006 die Bildungsgesellschaft mbH Pritzwalk, 2007 das Institut für Existenzgründung und Mittelstandsförderung und der Masterstudiengang Security Management, der eine zusätzliche wissenschaftliche Qualifikation im Bereich der Sicherheit ermöglichen soll, 2008 der Brandenburger Nachwuchspool und 2011 der Plan B – Beratungsstelle für Studienabbrecher und die Unternehmerfratzen – Projekt zur frühen Berufsorientierung. 2008 wurde das MINT-Konzept Wir überschreiten Grenzen mit dem Deutschen Arbeitgeberpreis Bildung ausgezeichnet.
Im Hochschulranking des Centrums für Hochschulentwicklung (CHE) schnitten die bisher gerankten Studiengänge der Fachhochschule (Betriebswirtschaftslehre, Elektrotechnik und Informationstechnik, Informatik, Maschinenbau, Mechatronik, Wirtschaftsinformatik) unterschiedlich ab. So wurde das Studienfach Betriebswirtschaftslehre 2014 in den meisten Unterpunkten in die Schlussgruppe gewertet, während Informatik 2012 und Wirtschaftsinformatik 2014 meist in der Mittel- und Spitzengruppe lagen.

## Bekannte Lehrer und Schüler
An der Technischen Hochschule Brandenburg beziehungsweise an der Fachhochschule Brandenburg lehrten und studierten eine Reihe von namhaften Persönlichkeiten. Diese sind in der Liste von Persönlichkeiten der Technischen Hochschule Brandenburg aufgeführt.